# 高橋英行
高橋 英行（たかはし ひでゆき、1972年1月17日 - ）は、日本の政治家。愛媛県議会議員（3期）。元衆議院議員（1期）。衆議院議員時代は民主党に所属していた。愛媛県八幡浜市出身。
元八幡浜市長の高橋英吾は父。元衆議院議員の高橋英吉は祖父。

## 経歴
愛媛県立八幡浜高等学校、拓殖大学工学部情報工学科卒業。丸三産業大洲本社に勤務。
2009年の第45回衆議院議員総選挙に民主党公認で愛媛4区から出馬。選挙区では自由民主党の山本公一に敗れ落選したが、比例復活で初当選。民主党は世襲政治家の問題点から、2009年衆院選を前に3親等以内の親族の政治家が選挙区から連続して立候補することを禁止しており、高橋は祖父の選挙区が旧愛媛3区で重複しているが、1972年の祖父落選から37年間の空白期間があるため民主党候補として立候補できた。
2012年の第46回衆議院議員総選挙では、再び山本に破れ、比例復活もならず落選した。
2013年4月21日、八幡浜市長選挙に無所属で出馬したが、185票の僅差で現職の大城一郎に敗れ落選した。
2015年4月12日、愛媛県議会議員に初当選。2018年6月には会派「自民党志士の会・無所属の会」に加入した。2019年、県議選で再選。2023年、無投票で県議3選。